# Mauricio Ponce de Léon
Mauricio Álvarez de las Asturias Bohorques y Ponce de León, 4º duca di Gor (Jerez de la Frontera, 4 novembre 1864 – Madrid, 24 febbraio 1930) è stato uno schermidore spagnolo.
Partecipò ai Giochi della II Olimpiade che si svolsero a Parigi nel 1900. Prese parte alle gare di sciabola, fioretto e spada. Il miglior risultato che riuscì ad ottenere fu la semifinale nella sciabola.
Uno dei suoi figli, José Álvarez de Bohórquez, fu campione olimpico di equitazione ad Amsterdam 1928